# 板東・アッコのプロ野球界芸能界横断ウルトラクイズ
板東・アッコのプロ野球界芸能界・横断ウルトラクイズは、ニッポン放送で2004年から放送されていた特別番組シリーズ。アメリカ横断ウルトラクイズのパロディ番組の一つであり、板東英二のバンバンストライクのスペシャル番組でもある。

## 番組シリーズ
- 板東・アッコのプロ野球界・芸能界横断ウルトラクイズ（2004年4月19日）
- 板東・アッコのプロ野球界・芸能界横断ウルトラクイズ（2004年6月14日）
- 板東・徳光のプロ野球界横断ウルトラクイズ（2004年6月21日）
- 板東・ひでたけのスポーツ界・芸能界横断ウルトラクイズ2004（2004年10月23日）
- 板東・うえちゃんのプロ野球横断ウルトラクイズ（2008年6月10日）

## パーソナリティ
- 板東英二
- アシスタント：垣花正→新保友映（ともにニッポン放送アナウンサー）
- テレホンセンター：新保友映→飯田浩司（ともにニッポン放送アナウンサー）

## 放送時間
- 月曜日もしくは土曜日，野球のない日の火曜日〜金曜日の　17:30〜21:00または19:00〜21:30